# Arnau Tenas
Arnau Tenas Ureña (* 30. května 2001 Vic) je španělský profesionální fotbalista, který hraje jako brankář za klub Paris Saint-Germain ve francouzské Ligue 1.

## Životopis
Arnau Tenas se narodil do rodiny fotbalistů, jeho dědeček i otec byly brankáři. Jeho bratr Marc Tenas je také profesionální fotbalista hrající za UE Cornellá.